# Quae exstant
Con la locuzione latina Opera quae exstant, anche solo Quae exstant, letteralmente (le opere) che sussistono, perdurano, si intende una edizione, o in generale la raccolta, di "ciò che resta", che si è conservato, dell'opera di un Autore.